# Cellach mac Cerbaill
Cellach mac Cerbaill (certaines sources le surnomment « Callough »; c'est-à-dire Cellach aux Durs Conflits) est  roi d'Osraige de 905 à sa mort en 908.

## Biographie
Cellach mac Cerbaill est le fils de  Cerball mac Dúnlainge, roi d'Osraige († 888).  Il épouse
Echrad ingen Matudán, fille du  roi d'Ulster Matudán mac Áeda , roi d'Ulaid (ou Ulster) († 950), qui lui donne un fils son successeur, Donnchad mac Cellaig († 976).
Matudán mac Aeda était le fils de  Áed mac Eochocáin († 919), fils de  Eochocán mac Áedo († 883) et de son épouse, Inderb ingen Máel Dúin du Cenél nEógain, fille de Máel Dúin mac Áeda, roi d'Ailech († 867). Máel Dúin mac Áeda est le fils de Áed Oirdnide mac Neill, roi d'Ailech († 819), un membre de la dynastie du Cenél nEógain des Ui Neill du Nord,,,.
Cellach prend part à la bataille de Gowran en 893.  Il accède au trône après la déposition de son frère ainé Diarmait en 905.  Cellach est tué lors de la bataille de Mag Ailbe en combattant au côté du célébré Évêque-Roi de Cashel Cormac mac Cuilennáin en 908.  les Annales d'Inisfallen relèvent la mort de Cellach mac Cerbaill en 908:

« AI 908.2: la bataille de Mag Ailbe gagnée par le Laigin et les Uí Néill sur les Hommes du Munster, au cours de laquelle tombent  Cuilennán, roi de Chaisel, et Cellach fils de Cerball, roi d'Osraige. »

Cependant, les Annales des quatre maîtres indiquent que ce conflit qu'elles dénomment la  Bataille de Bealach-Mughna intervient lors de l'année  903:

« AFM: 903.7: La bataille de Bealach-Mughna à laquelle combattent Flann, fils de Maelseachlainn, Ard ri Erenn, Cearbhall, fils de Muirigen, roi de roi de Leintser, et Cathal, fils de Conchobhar, roi de Connacht, contre Cormac, fils de Cuileannan, roi de Caiseal. Le combat est gagné sur Cormac, qui y est lui-même tué, bien que sa perte soit immense, car il était un roi, un évêque, un anchorète, un scribe, et  profondément instruit  dans la langue 
scots. Les nobles qui tombèrent à ses côtés se nommaient, Fogartach le Sage, fils de Suibhne, seigneur de Ciarraighe-Cuirche; Ceallach, fils de Cearbhall, seigneur d'Osraighe; Maelgorm, seigneur de  Ciarraighe-Luachra; Maelmorda, seigneur de  Raith-linn; Ailill, fils d' Eoghan, Abbé de Trian-Corcaighe; Colman, Abbé de Ceann-Eitigh; et le seigneur de Corca-Duibhne; ainsi que beaucoup d'autres nobles, et six cent hommes. C'est en  commémoration de ces événements que fut composé par Dallan, fils de Mor les vers suivants: Cormac de Feimhin, Fogartach, Colman, Ceallach des Durs conflits, ils périrent avec plusieurs centaines d'hommes dans la grande bataille de Bealach-Mughna. Flann de Teamhair, de la plaine de Tailltin, Cearbhall de Carman tombent, c'était le sept des Calendes de Septembre, que fut gagné cette bataille qui en rendu des centaines joyeux. L'évêque, le directeur de conscience  le renommé, et illustre docteur, Roi de Caiseal, Roi de Iarmumha; O Seigneur! hélas pour Cormac ! »

Après sa mort son frère  Diarmait fut réinvesti de la royauté par leur cousin germain l'Ard ri Erenn Flann Sinna.

## Postérité
Ses fils Cuilén mac Cellaig (928-933) et Donnchad mac Cellaig (934-976) accèdent ensuite au trône et les annales des quatre maîtres relèvent en 937 la mort d'un certain « Flan fils de Ceallach » tanaiste d'Osraige  puis la mort lors d'un combat de Máel Ruanaid , fils de Flann; tanaiste d'Osraighe en 965 

## Sources
- (en) Clare Downham, Medieval Ireland, Cambridge, Cambridge University Press, 2018, 394 p. (ISBN 978-1-906716-06-6)
- (en) T.W Moody, F.X. Martin,F.J. Byrne, Maps, Genealogies, Lists. A companion to Irish History part II, Oxford, Oxford University Press, coll. « A New History of Ireland » (no 9), 2011, 674 p. (ISBN 978-0-19-959306-4), p. 202-203 « Kings of Osraige, a.842-1176 »
- (en) Donnchadh Ó Corráin, Ireland before the Normans, Dublin, Gill & Macmillan, 1972, 210 p.
- (en) Francis John Byrne, Irish Kings and High-Kings, Dublin, Courts Press History Classics, 2001, 341 p. (ISBN 1-85182-196-1).
- (en) William Carrigan The History and Antiquities of the Diocese of Ossory